# Ахерн
Ахерн (њем. Achern) град је у њемачкој савезној држави Баден-Виртемберг. Једно је од 51 општинског средишта округа Ортенау. Према процјени из 2010. у граду је живјело 24.859 становника. Посједује регионалну шифру (AGS) 8317001.

## Географија
Ахерн се налази у савезној држави Баден-Виртемберг у округу Ортенау. Град се налази на надморској висини од 145 метара. Површина општине износи 65,2 km².

## Становништво
У самом граду је, према процјени из 2010. године, живјело 24.859 становника. Просјечна густина становништва износи 381 становника/km².

## Међународна сарадња
| Мјесто | Држава    | Врста сарадње | Од    |
| ------ | --------- | ------------- | ----- |
| Море   | Француска | партнерство   | 1978. |
| Извор  |           |               |       |